# Danu (hindouisme)
Pour les articles homonymes, voir Danu.
Danu est une des déesses premières de l'hindouisme. Elle est citée dans le Rig-Véda. Elle est la mère des Danavas, une sorte de démons. Elle est associée à l'élément Eau.
Le mot « dānu » désigne par ailleurs, en linguistique indo-européenne, la « pluie » ou ce qui est « liquide » et apparaît dans les racines des noms de rivières européennes, tels que le Don (en Bretagne), le Don (en Russie), le Danube, le Dniepr, le Dniestr, etc.